# Ivana Lisjak
Ivana Lisjak (17. ožujka 1987.) hrvatska je tenisačica. Najveće dosignuće na WTA ljestvici zabilježila je sredinom 2006. godine kada je bila 95. igračica svijeta.
Osvojila je sedam ITF-ovih turnira u pojedinačnoj konkurenciji i jedan u konkurenciji parova. Njezin najveći uspjeh na Grand slam turnirima je 3. kolo Roland Garrosa (2006.), kao i US Opena 2005. godine.

## Osvojeni turniri

### Pojedinačno (7 ITF)
| Br. | Datum               | Turnir           | Suparnica u finalu | Rezultat      |
| 1.  | 13. listopada 2002. | Makarska         | Tina Hergold       | 7:6, 5:7, 6:3 |
| 2.  | 22. svibnja 2005.   | Caserta          | Olga Blahotová     | 6:3, 7:5      |
| 3.  | 19. lipnja 2005.    | Gorizia          | Alice Canepa       | 6:2, 6:3      |
| 4.  | 7. lipnja 2009.     | Sarajevo         | Ana Jovanović      | 6:0, 7:6(10)  |
| 5.  | 9. kolovoza 2009.   | Monteroni        | Claudia Giovine    | 6:4, 6:2      |
| 6.  | 3. listopada 2010.  | Clermont-Ferrand | Iryna Brémond      | 6:4, 6:1      |
| 7.  | 10. listopada 2010. | Limoges          | Yuliya Beygelzimer | 6:0, 6:3      |